# قرار مجلس الأمن التابع للأمم المتحدة رقم 1290
قرار مجلس الأمن التابع للأمم المتحدة 1290 ، الذي اتخذ في 17 فبراير 2000 ، بعد دراسة طلب عضوية توفالو في الأمم المتحدة، أوصى المجلس الجمعية العامة بقبول عضوية توفالو، وبذلك يصل مجموع عدد أعضاء الأمم المتحدة إلى 189 عضوا.
تم تبني القرار رقم 1290 بأغلبية 14 صوتا مقابل لا اعتراض وامتناع واحد عن التصويت من جانب الصين التي قالت انها لا تستطيع تأييد هذه التوصية (بسبب علاقات توفالو الدبلوماسية الوثيقة مع تايوان) ولكنها لن تستخدم حق الفيتو لصالح شعبى البلدين.

## وصلات خارجية
- Text of the Resolution at undocs.org